# پنداره سوئدی عشق
پنداره سوئدی عشق یا نگرش سوئدی به عشق (ایتالیایی: La teoria svedese dell'amore) یک فیلم مستند به کارگردانی اریک گاندینی است که در سال ۲۰۱۵ منتشر شد. از بازیگران آن می‌توان به زیگمونت باومن اشاره کرد.